# جان بروکبانک
جان بروکبانک (به انگلیسی: John Brockbank) بازیکن فوتبال زادهٔ ۲۲ اوت ۱۸۴۸ اهل انگلستان بود که سابقهٔ بازی در تیم ملی فوتبال انگلستان را در کارنامهٔ خود دارد. وی در تاریخ ۳۰ نوامبر ۱۸۷۲ تنها بازی ملی خود را در مقابل تیم ملی فوتبال اسکاتلند انجام داد.